# Hugo Martin
Hugo Wilhelm Martin, född 1 oktober 1849 i Stockholm, död där 20 november 1899, var en svensk jurist och ämbetsman.

## Biografi
Hugo Martin var sonsons son till Roland Martin, far till Frank Martin, bror till Fredrik Martin och kusin till Carl Martin.
Hugo Martin blev 1868 student vid Uppsala universitet, där han 1880 promoverades till juris doktor på avhandlingen Om ackord i konkurs enligt svensk rätt och blev docent i svensk allmän lagfarenhet och romersk rätt. Han blev t.f. byråchef i Generaltullstyrelsen 1882, expeditionschef i Civildepartementet 1887 samt generaldirektör och chef för Lantmäteristyrelsen 1895.